# Палацова поліція
Палацова поліція (рос. Дворцовая полиция) — державна структура, яка існувала в Російській імперії і відповідала за охорону імператорських резиденцій.
8 грудня 1861 р на підставі доповіді міністра імператорського двору графа В. Ф. Адлерберга імператору Олександру II була заснована «городова варта» із 30 чоловік. Вона мала здійснювати охорону в Зимовому палаці і навколо нього, а також під час прогулянок імператора в Літньому і Олександрівському садах. У цю команду перевели найкращих городових унтер-офіцерськогих та фельдфебельських звань і околоточних наглядачів петербурзької поліції.
Вони носили форму околоточних наглядачів петербурзької поліції. Палацову поліцейську команду спочатку розташували в будівлі Ермітажного театру, потім її перевели в будинок біля Співочого мосту. Команда підпорядковувалася коменданту Імператорської Головною Квартири А. Рилєєва, згодом призначеного генерал-ад'ютантом(йому також підпорядковувалася створена в 1866 р охоронна агентура (охоронна варта), яка займалася прихованим супроводом імператора при його поїздках поза резиденції та наглядом в селах поблизу царських резиденцій.
29 квітня 1862 року було затверджено правила охорони Великого Царськосельського (Катерининського) палацу під час перебування там членів імператорської сім'ї. Для того, щоб нести службу в цьому палаці 21 особа з палацової поліцейської команди була переведена в Царське Село. При прибутті імператора в Петергоф палацові поліцейські несли службу на постах близько Петергофского палацу і в парках Петергофа.
У 1883 р. при Департаменті поліції була створена Охоронна агентура, в оперативному відношенні підпорядковувалася петербурзькому градоначальнику. До складу Охоронної агентури входили «постові» і «місцеві» охоронці, які повинні були забезпечувати безпечний проїзд імператора і спадкоємця по столиці. «Постові» повинні були запобігати можливим замаху шляхом «особистого спостереження в районі свого поста». «Місцеві» агенти, які набиралися з околоточних наглядачів, повинні були стежити за всіма підозрілими особами в своєму районі.
Після вбивства Олександра II, при Олександрі III 3 вересня 1881 року була створена Власна Його Величності охорона, до складу якої були включені палацова поліцейська команда, гвардійський піхотний загін почесного конвою, залізнична інспекція і секретна частина. Начальником цієї структури став генерал-майор П. Черевін.
Палацова поліцейська команда була збільшена ще в 1879 році до 42 осіб і одного околоточного, а пізніше — до 98 осіб і 2-х околоточних (Повний звід законів, т. I, 1881, ст.346). Начальником палацової поліцейської команди був призначений полковник Зінов'єв.
23 вересня 1884 року палацова поліцейська команда і секретна частина Власної Його Величності охорони були об'єднані в Палацову поліцію. Її головою став начальник секретної частини полковник Ширінкін. З 1894 р в штаті Двірцевій поліції було 129 осіби. Штати Двірцевій поліції, затверджені 11 жовтня 1905 р складалися з: начальника, 2-х його помічників, 8-ми чиновників для доручень, 34-х поліцейських наглядачів, одного лікарського помічника, 94-х городових і 4-х писарів.
У 1880-1890-х роках Палацова поліція не тільки охороняла імператорську резиденцію, а й у разі необхідності супроводжувала, поза імператора, і осіб близьких до двору.
З 1 травня 1905 начальником палацової поліції був призначений підполковник Борис Андрійович Герарді, якого А. І. Спиридович називав «видатним офіцером».
Після 1907 р палацових поліцейських стали розміщувати на шляху проїздів імператора Миколи II і його сім'ї. Вони були зобов'язані знати в обличчя всіх, хто живе при палаці. Палацова поліція також проводила перевірку благонадійності всіх осіб, що надійшли на службу в Міністерство імператорського двору і осіб інших відомств, що мають доступ до палаців.
Палацова поліція була скасована на підставі постанови Тимчасового уряду від 8 квітня 1917 року.